# Cleora inoffensa
Cleora inoffensa är en fjärilsart som beskrevs av Swinhoe 1902. Cleora inoffensa ingår i släktet Cleora och familjen mätare. Inga underarter finns listade i Catalogue of Life.

## Bildgalleri

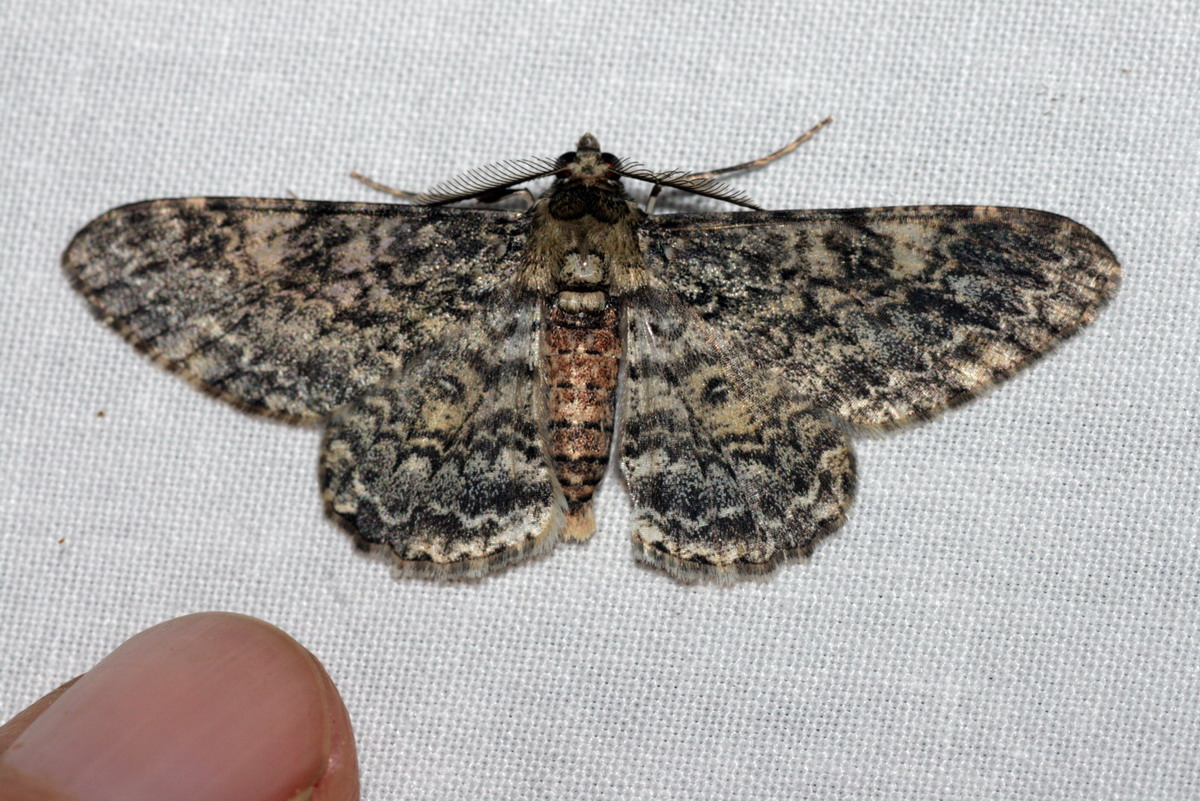